# 中华人民共和国工业

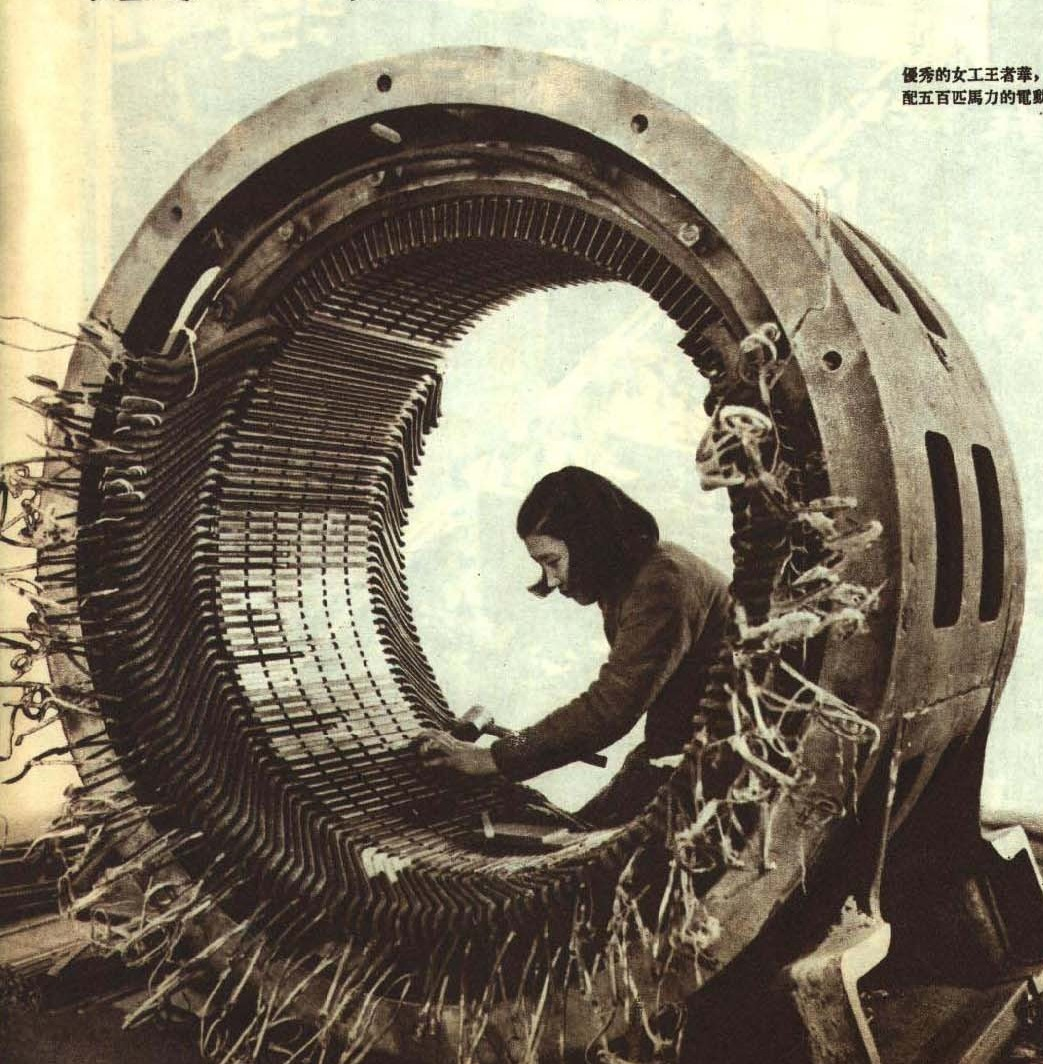
第二个五年计划期間上海电机厂500匹马力电动机

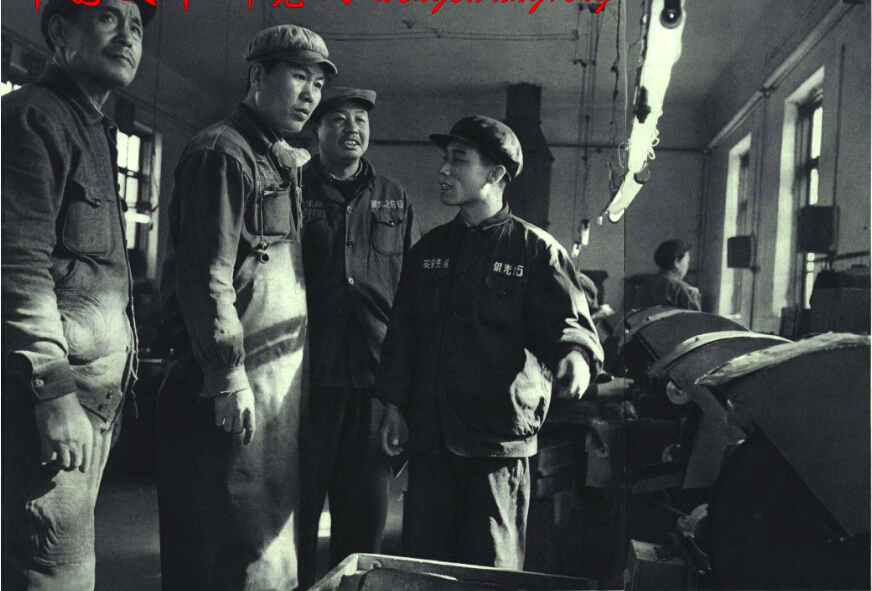
1960年代三五時期黑龙江银光电镀厂

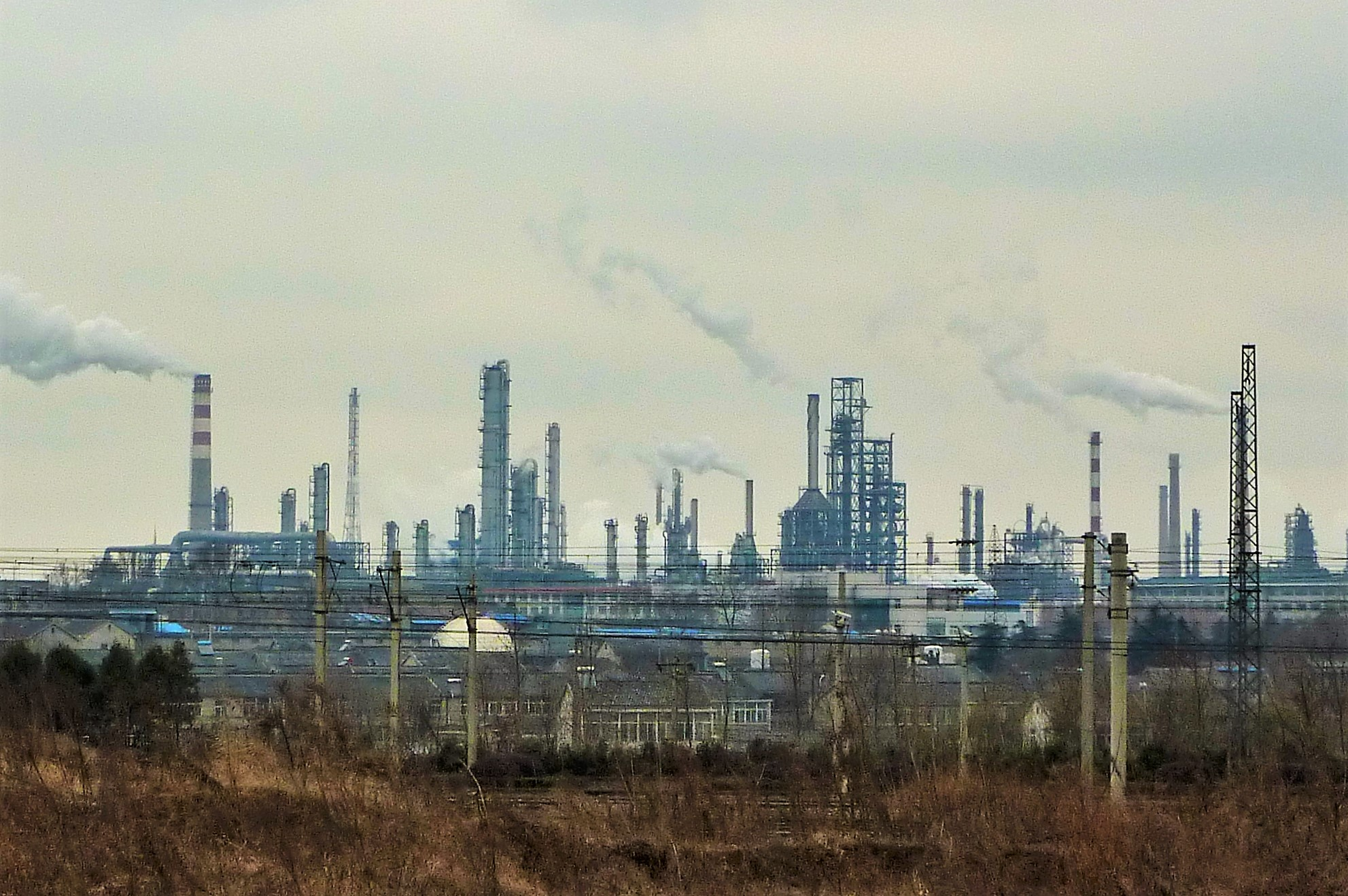
2011年南京工業區

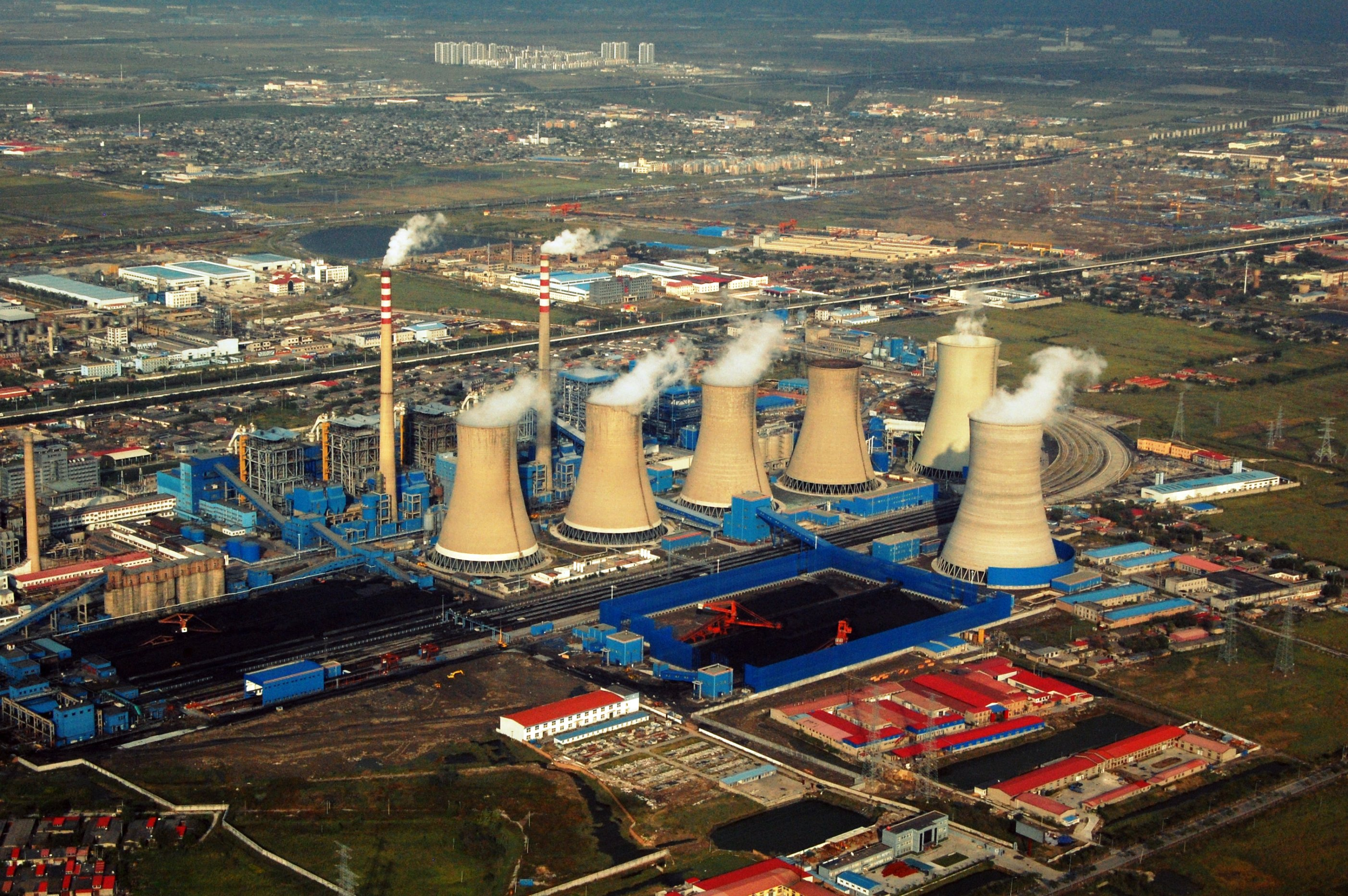
天津市附近的發電廠

中华人民共和国从1949年10月1日成立时便高度重视工业的发展。初期从苏联引进重工业到东北地区，初步建立国家工业体系。1950年至1979年，全国工业产值以年均13.3%的速度增长，其中1949至1960年以22%的速度高速增长，1961年至1974年增长速度下降到6%。1978年市场化改革开放以来，缺乏竞争力的苏式体系溃败。1980年代中国人從南方重新建立了现代化工业，更换主流的西方体系后再次取得了快速的发展，1990年至2003年，中华人民共和国的工业产值以年均12.7%的速度增长。
2010年，中国超越美国，成为世界第一制造业大国。2018年时，中国工业增加值达到30万亿人民币，工业经济规模为世界第一。中国拥有门类齐全、独立完整的现代工业体系。

## 历史

### 1949年至1978年
从1949年中华人民共和国成立到1953年，中华人民共和国实行的是过渡时期总路线。从1953年开始中华人民共和国实行了社会主义改造，1956年改造完成后中华人民共和国实行的是苏联式的高度集中的计划经济体制。1953年时，中华人民共和国政府开始实施第一个五年计划，确立了以重工业优先发展为主导的新中国工业化发展的主要方向。。同时，苏联对中华人民共和国展开了大规模的援助。第一个五年计划时期苏联援助中华人民共和国的156项工程中，进入实际施工的共有150项。基本上涵盖了中华人民共和国的各个方面，这对中华人民共和国冷战期间重工业体系的形成有着巨大的帮助作用。
1957年，第一个五年计划结束，中华人民共和国人民的努力再加上苏联政府的援助，第一个五年计划取得了巨大的成就，在此期间，中华人民共和国生产了自己的第一辆汽车、第一辆飞机等。
然而，第一个五年计划所取得的巨大成功使得中共中央的高层领导人产生了冒进情绪，1958年中共中央发动了大跃进运动，生产计划“以钢为纲”、“元帅升账”。为实现钢铁翻番，全国大量基础建设上马。1958年到1960年每年新增基本建设投资都在百亿元以上，1960年达384亿元，比上年增长11%，比1957年增加1.8倍。在基本建设投资总额中，生产性建设投资所占比重都在86%以上（1958年为88%，1959年为86.8%，1960年为86.4%），挤掉了非生产性的建设。工业上单纯追求产量带来诸多负面影响。为保证钢铁生产达标，钢铁工业本身的基本建设规模扩大，与钢有关的煤、电、运输等行业建设也随之增加。导致工业内部失调，全国职工人数猛增，超出国民经济特别是农业负担能力，加剧了社会商品的供需矛盾。1961年1月14日的中国共产党第八届九中全会制定了“调整、巩固、充实、提高”方针，大跃进运动终告结束。
文化大革命发生后，中华人民共和国的工业生产受到了巨大的破坏，但是也仍然取得了巨大的成就，如第一颗原子弹、第一颗氢弹、第一颗人造卫星等。

### 1978年至今

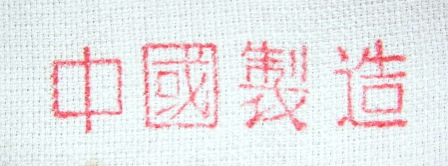
1980年後改革開放，中國製造標牌在世界開始嶄露頭角

1978年年底开始了艰难地改革进程，当时苏联基础的低效率且老化的工业，在市场竞争下面临严重资金危机，透过引进西方技术加以汰换，80年代现代化工业也基本上重新建立了起来，直到在1980年代中期时工业在一些领域取得了实质性的成功。工业产值为1952年的25倍。同时在煤炭，纺织，自行车领域是世界上的主要生产国。在1980年代中期时大力的将制造业引入南方欠发达地区和农村地区。轻工业产品的产量相比改革开放以前已经大大增加。此时，企业的管理人员能够行使更大的自主权，实施技术创新，以提高效率，降低运营成本。
在1980年代，也有一些令政府苦恼的地方，价格体系是双轨制，同时国有企业由于实行的是“铁饭碗”制度导致生产效率不高，经济的快速增长受到能源短缺的制约。从1980年中期开始高度重视科技作用，1995年5月中国共产党中央委员会、中华人民共和国国务院发表了《加速科学技术进步的决定》，正式提出了科教兴国战略。
目前，中华人民共和国在核工业、航天工业、激光工业、生物工程等方面处于世界领先地位，在数控车床等核心工业技术上劣势明显，在汽车和机车制造、民用飞机制造等重工业方面缺乏核心竞争力。

## 结构
中华人民共和国第二产业（包括建築業）產值佔GDP比例以及就业人员数占全部就业人员数的比例如下表所示。
| 年度 | 第二產業產值佔GDP比例(%) | 工業產值佔GDP比例(%) | 第二產業就業人數佔全部就業人數比例(%) |
| ---- | ------------------------ | -------------------- | ------------------------------------- |
| 1952 | 20.8                     | 17.6                 | 7.4                                   |
| 1960 | 44.4                     | 23.4                 | 15.9                                  |
| 1970 | 40.3                     | 36.7                 | 10.2                                  |
| 1980 | 48.1                     | 43.9                 | 18.2                                  |
| 1985 | 42.7                     | 38.2                 | 20.8                                  |
| 1990 | 41.0                     | 36.6                 | 21.4                                  |
| 1995 | 46.8                     | 40.8                 | 23.0                                  |
| 2000 | 45.5                     | 40.1                 | 22.5                                  |
| 2001 | 44.8                     | 39.6                 | 22.3                                  |
| 2002 | 44.5                     | 39.3                 | 21.4                                  |
| 2003 | 45.6                     | 40.3                 | 21.6                                  |
| 2004 | 45.9                     | 40.6                 | 22.5                                  |
| 2005 | 47.0                     | 41.6                 | 23.8                                  |
| 2006 | 47.6                     | 42.0                 | 25.2                                  |
| 2007 | 46.9                     | 41.3                 | 26.8                                  |
| 2008 | 46.9                     | 41.2                 | 27.2                                  |
| 2009 | 45.9                     | 39.6                 | 27.8                                  |
| 2010 | 46.4                     | 40.0                 | 28.7                                  |
| 2011 | 46.4                     | 39.9                 | 29.5                                  |
| 2012 | 45.3                     | 38.7                 | 30.3                                  |
| 2013 | 44.0                     | 37.4                 | 30.1                                  |
| 2014 | 43.1                     | 36.3                 | 29.9                                  |
| 2015 | 40.9                     | 34.3                 | 29.3                                  |

## 制造业

### 机械制造业
中华人民共和国的机械制造业可以制造完整的大型设备，如大型燃气轮机、大型抽水蓄能机、核设施、超高压直流输电和变电设备、大型石油化工设备、城市轻轨交通设备等。在2006年，机械设备及运输设备的出口总值达到425亿美元，比2005年增长了28.3％。

### 汽车
1980年中国生产22万辆汽车，厂家达到200家左右，每家平均生产量只有年产1000辆左右。最大的中国一汽（位于吉林省长春市）的生产能力年产6万辆。主要产品是货车，也生产中国最有名的红旗牌轿车。1984年上海汽车和大众公司设立合作汽车厂，开始生产轿车。1990年代其他外资企业投资中国，设立合作汽车厂。当时买车的大部分是租车公司。2002年前后以来，中国人民个人所得增长，一般民众开始购买私人用车，从此汽车销售量大幅增长。2009年中国汽车生产更超过1000万辆，达到1379万辆，超越日本成为世界最大汽车生产国。奇瑞，吉利等民族资本的厂家也进入市场。
中国汽车制造业增势迅猛，中国于2011年汽车销量，达1850万辆；從2009年, 中国超越美国成为全球最大的汽车市场。

### 航天业
中国航天事业可以追溯到1956年，中国组建了国防部第五研究院，是现在国家航天局的前身。 经过50多年的发展，中国已跻身于世界航天大国的行列。从第一颗人造卫星到北斗导航，从第一枚运载火箭到首次载人航天，从天宫一号到嫦娥落月，中国航天取得了举世瞩目的成就。
人造卫星
从1970年4月24日，中國发射第一顆人造衛星東方紅一號，2012年12月27日，中国自主建设、独立运行的北斗卫星导航系统正式提供区域服务。至2013年初，中華人民共和國已成功自主研製並發射140顆不同類型的人造衛星。
运载火箭
自1996年10月至2005年底，“長征”系列運載火箭連續46次發射成功。新一代運載火箭多項關鍵技術取得重要突破，120噸級推力的液氧/煤油發動機和50噸級推力的氫氧發動機研製進展順利。
载人航天
1999年11月20日，中國成功發射並回收第一艘神舟號無人試驗飛船。2003年10月15日，中國第一位太空人楊利偉乘坐神舟五號进入太空。2005年10月12日至17日，中國的神舟六號飛船實現“兩人五天”的載人航太飛行。2008年，神舟七號任务中，宇航员翟志剛实现了中国首次出舱活动（太空行走）。2011年，中国发射了首个试验型空间站天宫一号，并成功完成与后续发射的神舟八号飞船的对接。
探月工程
2013年12月14日嫦娥三號在月球登陸成功。2014年11月1日，嫦娥五号T1从月球轨道返回。
深空探测
2012年12月13日16时30分09秒，嫦娥二号在距地球约700万公里远的深空掠过小行星4179，最近距离仅为3.2公里，飞掠时速高达10.73公里/秒。这是中国第一次对小行星进行探测，中国也成为继美国、欧空局和日本后，第四个对小行星实施探测的国家或组织。
有关测控数据表明，截至2014年年中，嫦娥二号已经突破了1亿公里深空。

### 航空工业

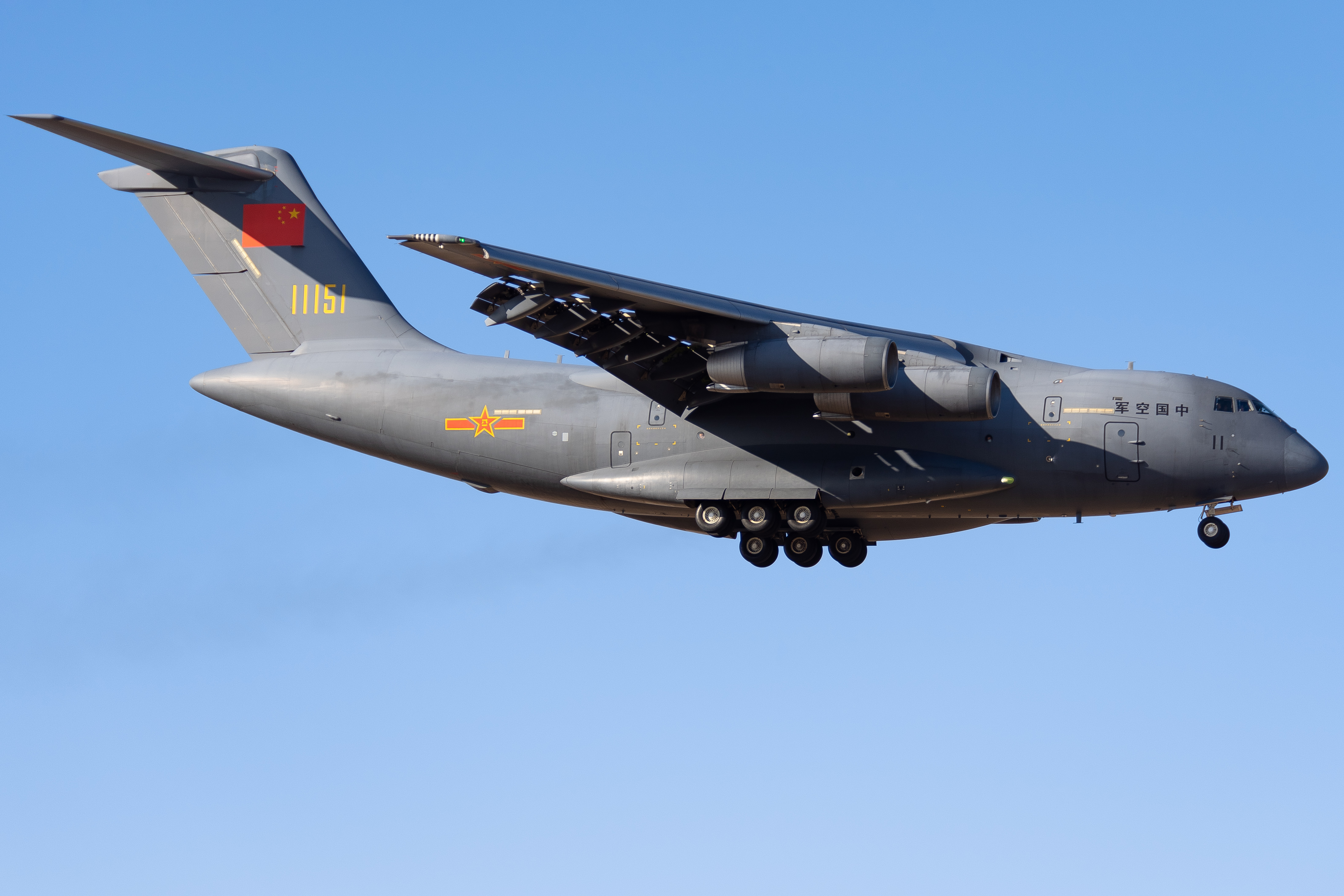
运-20 “鲲鹏”
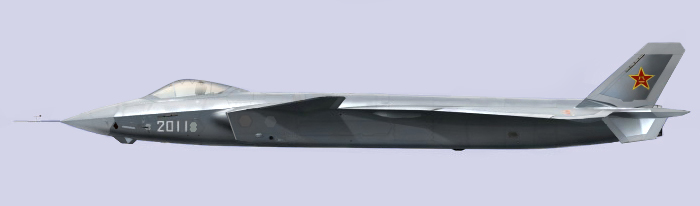
殲-20“威龙”
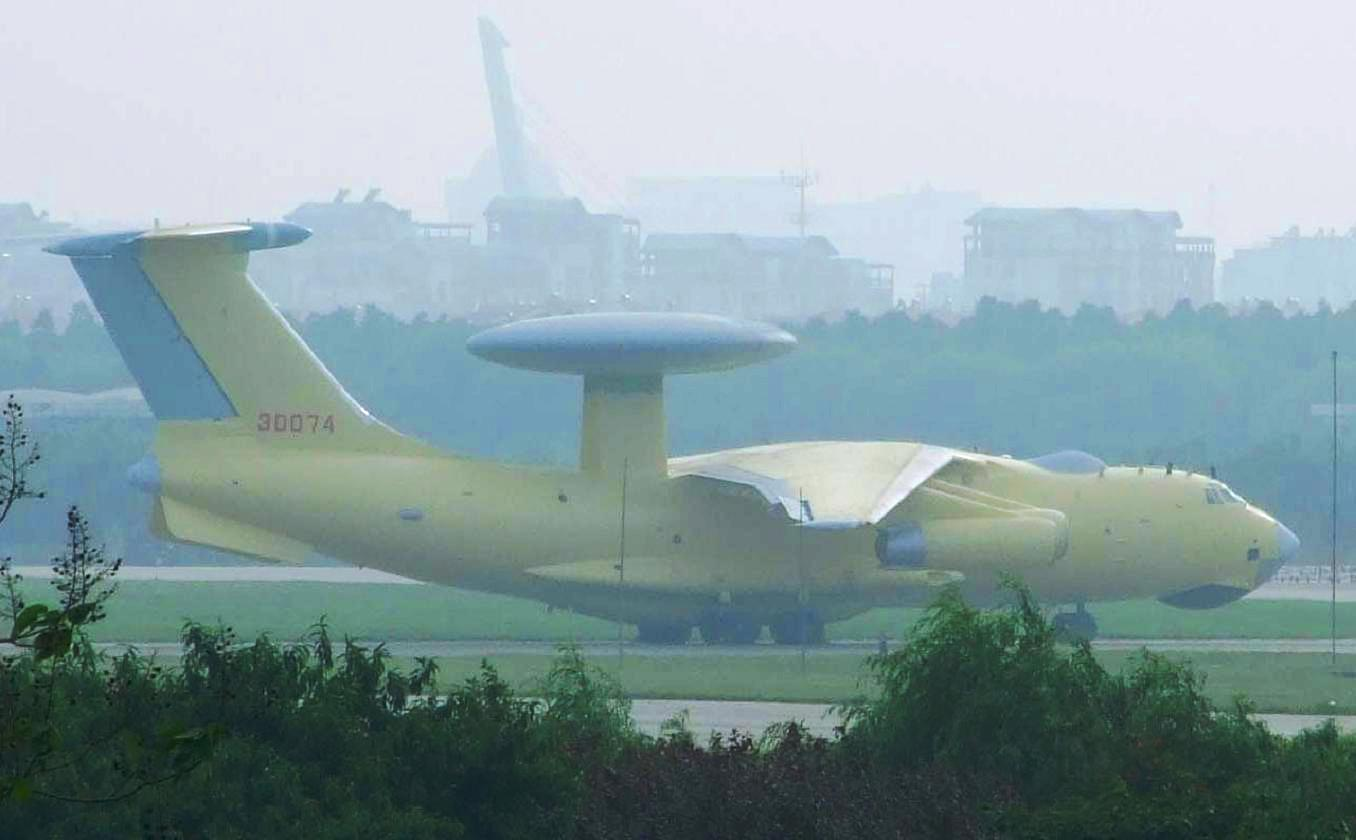
空警-2000
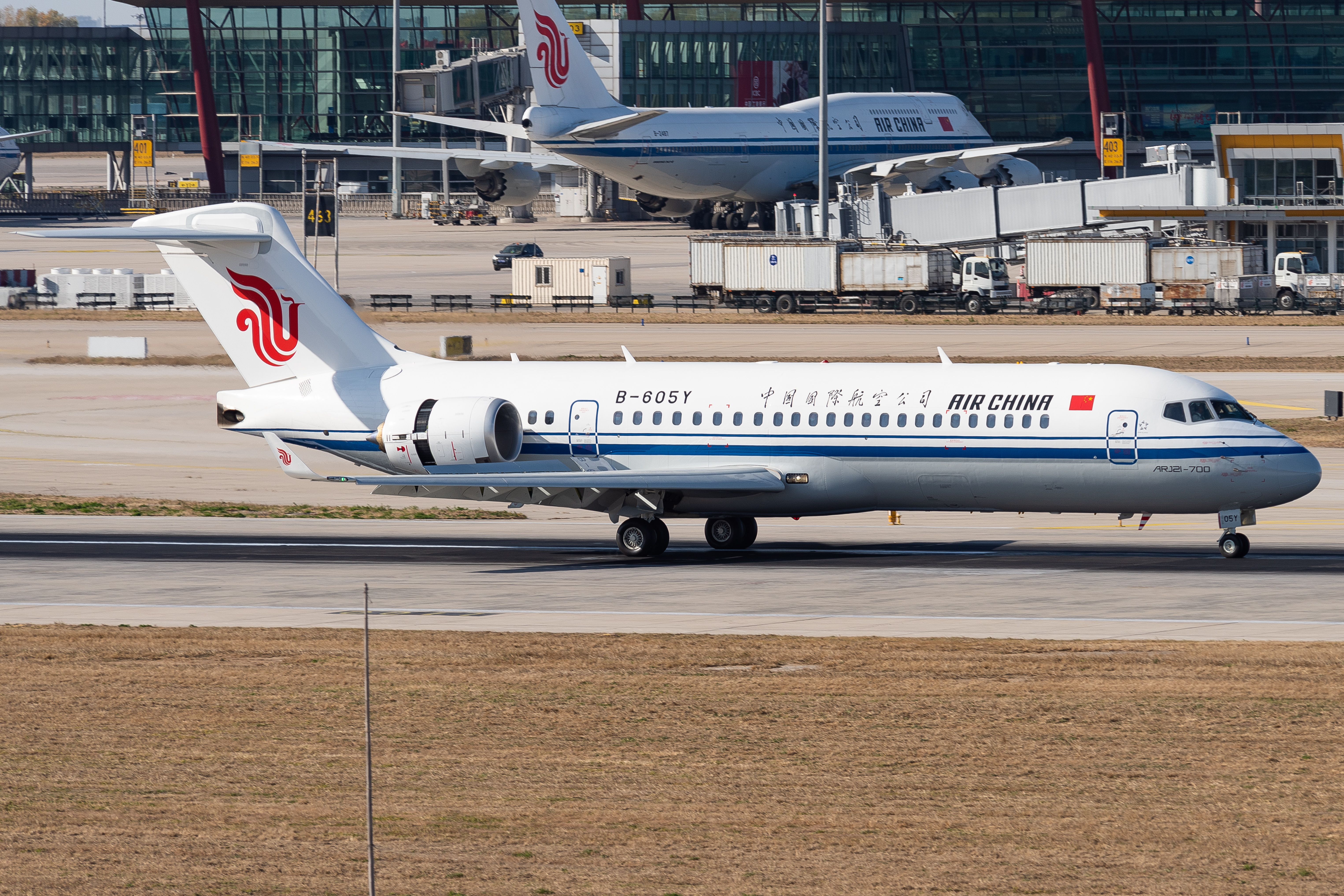
翔鳳 ARJ21

## 能源工业

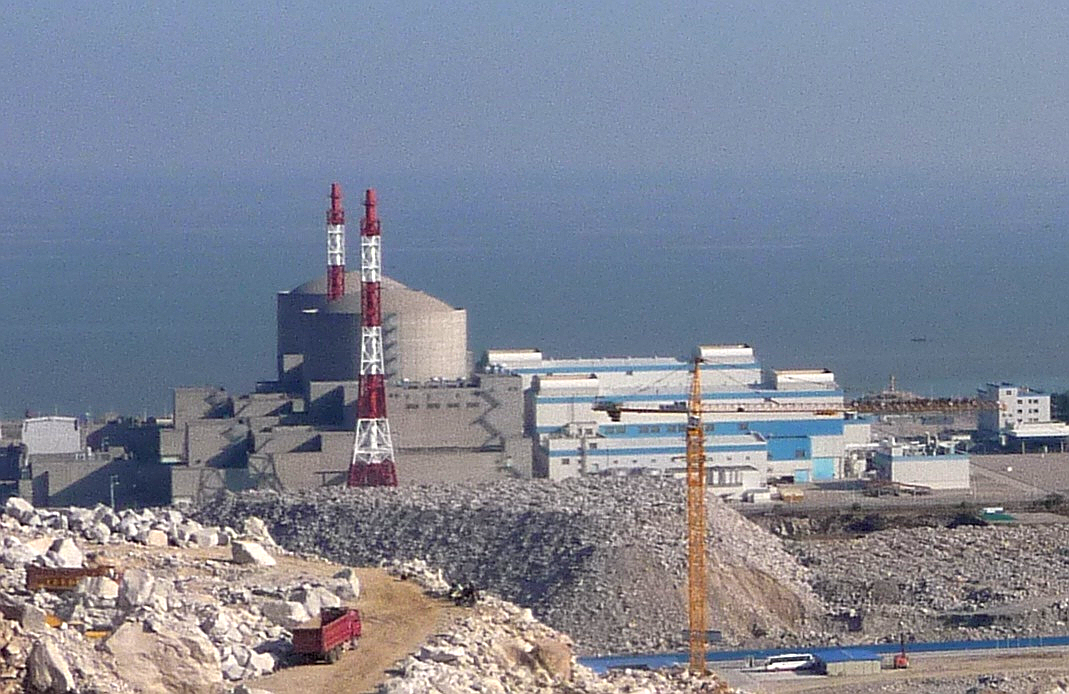
田灣核電站

在中华人民共和国，火力发电、水力发电和核电工业是所有工业部门中增长最快的。截至2009年发电机装机容量达8.74亿千瓦，总发电功率为3.2万亿千瓦时，居世界第二位。电网建设已进入有史以来最快的发展，主电网已覆盖所有城市和绝大部分农村地区，电网已普遍采用国际先进计算机来控制。现在电力工业已进入大机组、大电厂、大电网、超高压和自动化的新时代。

主要石油產區

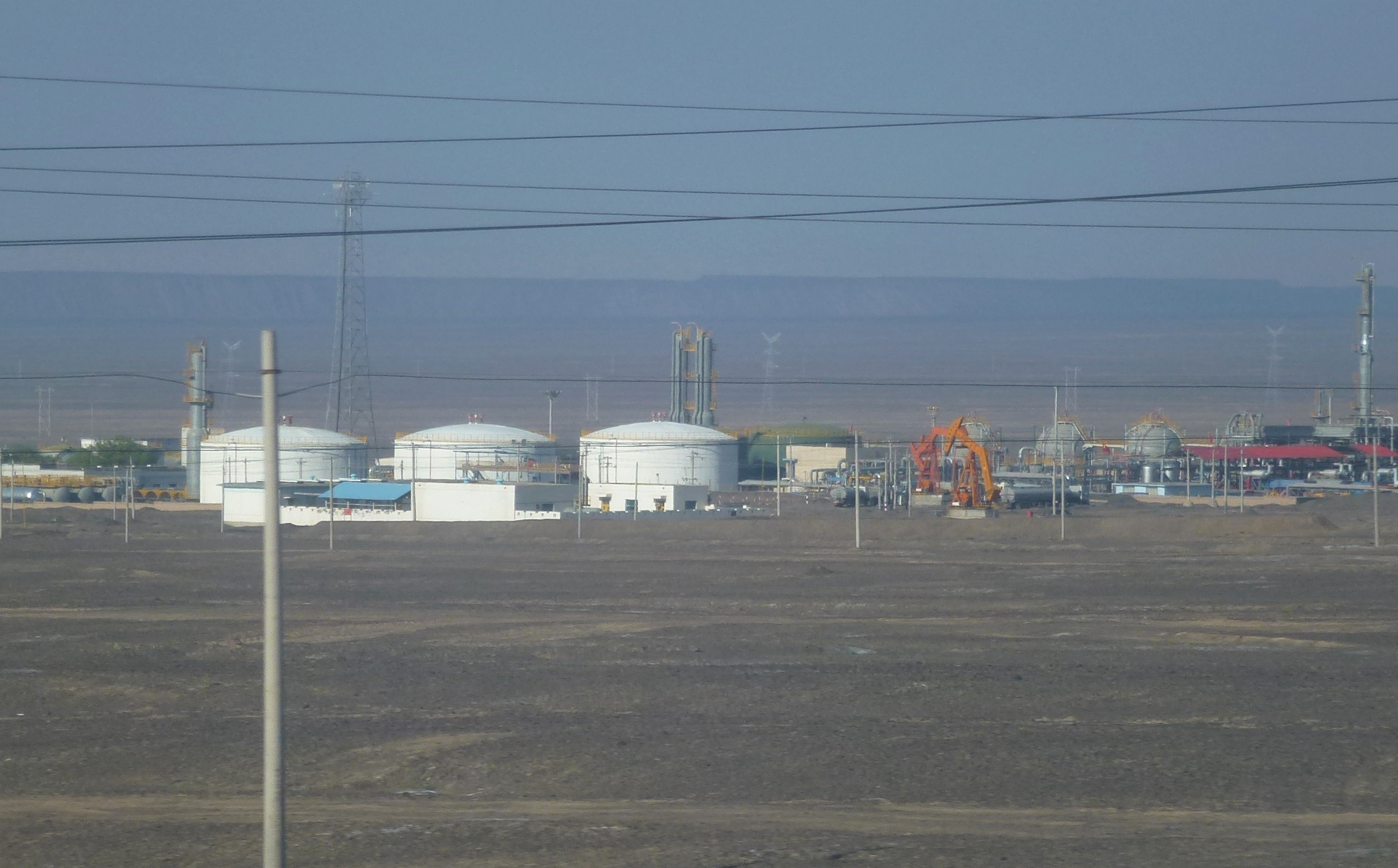
新疆的油田

煤炭工业
从20世纪80年代开始，中华人民共和国政府致力于建设大型现代化煤矿，以便促使产煤量的提高，自1989年以来产煤量一直保持在10亿吨以上。现在已经有能力设计、建造、装备和管理千万吨级大煤矿练煤能力也有了巨大的进步。
| 能源       | 石油                     | 天然氣                 |
| ---------- | ------------------------ | ---------------------- |
| 生产量     | 415.5萬bbl／天（2012年） | 1072億cu m（2012年）   |
| 消耗量     | 979萬bbl／天（2011年）   | 1430億cu m（2011年）   |
| 出口       | 2.6萬bbl／天（2010年）   | 32億cu m（2011年）     |
| 进口       | 543.3萬bbl／天（2010年） | 414億cu m（2012年）    |
| 已探明储量 | 173億bbl（2013年）       | 31000億 cu m（2013年） |

### 电力行业
- 產電量：5兆6495.8亿千瓦小时（2014年）
- 產電量來源：
  - 化石燃料：80.2% 4兆2337.3亿千瓦小时（2014年）
  - 水電：18.5% 1兆0643.4亿千瓦小时（2014年）
  - 核能：1.2%  1325.4亿千瓦小时（2014年）
  - 其他：0.1%（2001年）
- 耗電量：4.951萬億千瓦（2011年）
- 電力出口：176.5億千瓦（2012年）
- 電力進口：68.74億千瓦（2012年）

## 信息技术产业（IT业）

### 计算机业

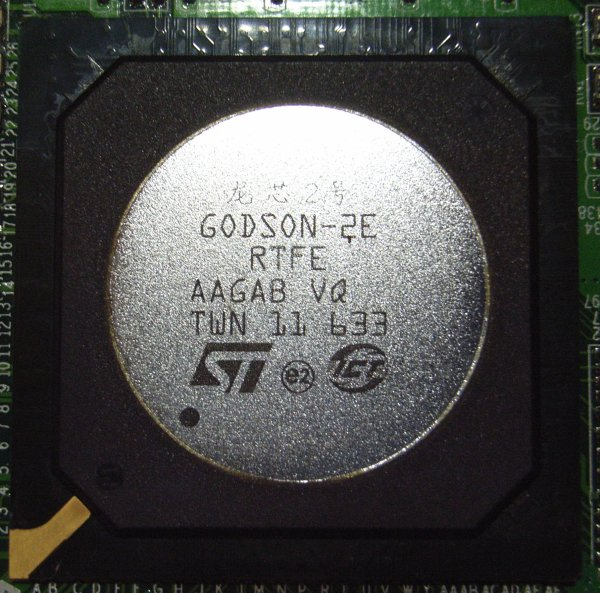
中华人民共和国国产的龙芯处理器

部署于广州市的国家超级计算广州中心的超级计算机天河二号，在2013年11月18日的世界超级计算机运算速度排名榜上位居第一位，其性能几乎是第二名泰坦的两倍。中国以国产微处理器为基础制造出本国第一台超级计算机名为“神威蓝光”，且由中国科学技术大学和清华大学组成的联合小组，成功实现了16公里的量子态隐形传输，这一距离是目前世界记录最远距离的20多倍。且上海交通大学有望在2012年内实现探测“马约拉纳费米子”，使中国进入量子计算机的领先领域。

### 互联网
中华人民共和国的互联网发展非常迅速，上网人数已于2008年超过美国达到3亿，位居世界第一。截至2013年的上网人数已达到6亿，网络已深入地渗透到国民生活的各个角落，淘寶網之類的電子商務業績超過1.1兆人民幣以上。

## 生物工程
1965年，中华人民共和国科学家在世界上首次人工合成了蛋白质——结晶牛胰岛素。1973年，水稻专家袁隆平培育出了“籼型杂交水稻”，该水稻亩产比普通水稻增产20％以上。中华人民共和国还作为惟一的发展中国家成员参与了国际人类基因组计划，完成了1％测序工作。中华人民共和国科学家独立完成了杂交水稻父本9311（籼稻）的基因组序列草图；在国际上首次定位和克隆了神经性高频耳聋基因、乳光牙本质Ⅱ型、汗孔角化症等遗传病的致病基因。中华人民共和国是世界上第二个有转基因抗虫棉花自主知识产权的国家。

## 激光业
1961年，中华人民共和国研制成功了第一台激光器，中华人民共和国科学家自上世纪90年代初开始研究深紫外非线性光学晶体和激光技术，经过20多年努力，使中华人民共和国成为当今世界上唯一掌握深紫外全固态激光技术的国家。

## 扩展阅读
- 中华人民共和国国家统计局：《三次产业划分规定》，2003年5月28日.
- 杜如虚：〈中美制造业发展百年对比研究（页面存档备份，存于）〉.